# Алтимир
Алти́мир (болг. Алтимир) — село у Врачанській області Болгарії. Входить до складу общини Бяла Слатина.

## Населення
За даними перепису населення 2011 року у селі проживали 1179 осіб.
Національний склад населення села:
| Національність   | Кількість осіб | Відсоток |
| ---------------- | -------------- | -------- |
| болгари          | 936            | 84,6%    |
| цигани           | 162            | 14,6%    |
| інша             | 6              | 0,5%     |
| Всього відповіли | 1106           |          |

Розподіл населення за віком у 2011 році:
Динаміка населення: